# La Selva de Mar
La Selva de Mar è un comune spagnolo di 197 abitanti situato nella comunità autonoma della Catalogna.